# West Crossett
West Crossett é uma Região censo-designada localizada no estado americano de Arkansas, no Condado de Ashley.

## Demografia
Segundo o censo americano de 2000, a sua população era de 1664 habitantes.

## Geografia
De acordo com o United States Census Bureau, a localidade tem uma área de 43,4 km², dos quais 42,0 km² cobertos por terra e 1,4 km² cobertos por água.

## Localidades na vizinhança
O diagrama seguinte representa as localidades num raio de 32 km ao redor de West Crossett.